# Surinder Gill
Surinder Gill (* 20. Januar 1968) ist ein ehemaliger englischer Snookerspieler, der zwischen 1991 und 2002 mit Unterbrechungen insgesamt acht Spielzeiten als Profispieler verbrachte. Sein größter Erfolg war die Qualifikation für die Hauptrunde der Snookerweltmeisterschaft 1994.

## Karriere
Gills Familie hat indische Wurzeln. Mitte der 1980er Jahre unternahm der Engländer über die WPBSA Pro Ticket Series einen ersten Versuch, sich für die Profitour zu qualifizieren, der aber erfolglos blieb. Erste überregionale Aufmerksamkeit erregte er mit einer Halbfinalteilnahme bei den Pontins Spring Open 1990, einem renommierten britischen Amateurturnier. Als 1991 die Profitour für alle Spieler gegen Bezahlung eines gewissen Startgeldes geöffnet wurde, entschloss sich Gill, Profispieler zu werden. Wie Gill wurden auch Hunderte andere Amateure Profispieler, was dazu führte, dass die Anzahl der Teilnehmer an Profiturnieren explodierte und umfangreiche Qualifikationsturniere ausgespielt werden mussten. Neue Spieler mussten also zahlreiche Qualifikationsrunden überwinden, um die rentablen Hauptrunden der Turniere zu erreichen. In seiner Debütsaison gelang dies Gill nicht, vielmehr schied er meist nach dem einen oder anderen gewonnenen Spiel vorzeitig aus. Auf der Weltrangliste wurde er so nach einer Spielzeit nur auf Rang 265 geführt.
Diese erste Platzierung auf der Weltrangliste half ihm allerdings, in der folgenden Saison bei vielen Turnieren einige Qualifikationsrunden überspringen zu können. So hatte er weniger Spiele zu absolvieren, um sich für eine Hauptrunde zu qualifizieren. Allerdings verpasste er diese Messlatte erneut, auch wenn er bei den Asian Open bereits unter die letzten 96 Spieler kam. Auf der Weltrangliste konnte er sich so nur wenig verbessern, war nun aber immerhin schon auf Rang 207 platziert. In der Saison 1993/94 erreichte er schließlich beim Grand Prix erstmals die Hauptrunde eines Profiturnieres, wenngleich er dann direkt ausschied. Zum Saisonende überstand er schließlich einen Marathon von sieben Qualifikationsspielen, um mit der Teilnahme an der Hauptrunde der Snookerweltmeisterschaft den größten Erfolg seiner Karriere feiern zu können. Er verlor aber sein Auftaktspiel im Crucible Theatre mit 1:10 gegen den alten und auch neuen Weltmeister Stephen Hendry. Im Endeffekt verbesserte er sich mit dieser Saison um fast hundert Plätze auf Rang 117.
In den folgenden zwei Spielzeiten erreichte Gill nur bei der UK Championship 1995 noch eine weitere Hauptrunde, kam aber analog bei der Snookerweltmeisterschaft 1996 ebenfalls unter die letzten 64 Spieler. Im Gegensatz zur UK Championship besteht die Hauptrunde der WM aber traditionell aus 32 Spielern, bei der WM handelte es sich also bei der Runde der letzten 64 noch um eine Qualifikationsrunde. Bei vielen anderen Turnieren schied Gill recht schnell aus, was aber immer noch eine Niederlage erst in den letzten Qualifikationsrunden der Turniere bedeutete. Seine hohe Weltranglistenposition ermöglichte es ihm nämlich, weitere Qualifikationsrunden zu überspringen. Tatsächlich verbesserte er sich sogar weiter und wurde zunächst auf Platz 98 und dann auf Platz 97 geführt. Erst nach der Saison 1996/97, in der er keine weiteren Hauptrunden erreichte, sondern stets früh verlor, verschlechterte er sich wieder und landete auf Platz 120. Gleichzeitig wurde die Profitour auf gut hundert Spieler beschränkt, wobei sich nur die besten 64 Spieler direkt qualifizierten. Gill verpasste auch eine Qualifikation für die nächste Saison über die WPBSA Qualifying School, sodass er im Sommer 1997 seine Spielberechtigung verlor.
Danach spielte Gill auf der UK Tour 1997/98. Während er bei den hauseigenen Turnieren früh verlor, konnte er in der WM-Qualifikation einige Spiele gewinnen. Die WM-Qualifikation war nämlich das einzige reguläre Profiturnier, an dem auch die Spieler der UK Tour bzw. der späteren Challenge Tour teilnehmen konnten. Schließlich konnte er in der Saison 1998/99 auf die Profitour zurückkehren. Allerdings schied er erneut stets früh aus und konnte nur eine Teilnahme an der Runde der letzten 96 beim Thailand Masters als bestes Ergebnis vorweisen. Nur auf Platz 151 geführt, rutschte er nach Saisonende wieder von der Profitour. Die folgenden zwei Saisons verbrachte er mit sporadischen Teilnahmen auf der Challenge Tour, dem Nachfolger der UK Tour. Nachdem er in der Saison 2000/01 das Finale eines Events der Challenge Tour erreicht hatte, war er in der Endwertung so hoch platziert, dass er 2001 auf die Profitour zurückkehren konnte.
In der Saison 2001/02 konnte Gill aber so wenige Spiele gewinnen, dass er am Ende auf Platz 116 von 128 Spielern landete und seinen Profistatus erneut verlor. Danach spielte er noch eine Saison auf der Challenge Tour, ohne aber sonderlich gute Ergebnisse zu erzielen oder an allen Events teilzunehmen. Anschließend legte er seine Snooker-Ambitionen weitgehend auf Eis. 2005 nahm er als Amateur – wie damals für ehemalige Profispieler durchaus möglich – an der Qualifikation der Weltmeisterschaft teil und überstand sogar die Amateur-Qualifikation und die erste Runde der „richtigen“ Qualifikation, bevor er ausschied. Ein weiterer ähnlicher Versuch endete bei der Snookerweltmeisterschaft 2013 noch in der Amateur-Qualifikation. Im selben Jahr versuchte er sein Glück bei der World Seniors Championship für Ü40-Spieler, überstand aber auch hier nicht die Qualifikation. 2018/2019 nahm er an weiteren Seniorenturnieren teil – darunter auch erneut an der World Seniors Championship –, schied aber auch hier wieder in der Qualifikation aus. Derweil betätigte sich der in Dorset lebende und im Snookerclub des Bournemouther St James Institute spielende Gill auch als Amateur und gewann 2019 die Snooker-Meisterschaft von Dorset. Dadurch ermutigt, nahm er 2019 an der Q School teil. Der damit verbundene Versuch, doch noch auf die Profitour zurückzukehren, scheiterte aber durch frühe Niederlagen deutlich.

## Erfolge (Auswahl)
| Ausgang         | Jahr | Turnier                          | Finalgegner | Ergebnis |
| --------------- | ---- | -------------------------------- | ----------- | -------- |
| Amateurturniere |      |                                  |             |          |
| Finalist        | 2000 | Challenge Tour 2000/01 – Event 2 | Adrian Rosa | 4:6      |